# Karin Evans
Vittoria Karin Wichgraf Hoffmann-Evans (* 25. September 1907 in Johannesburg, Südafrika; † 8. Juli 2004 in Berlin) war eine britisch-deutsche Schauspielerin.

## Leben
Karin Evans, Tochter eines britischen Hochschullehrers und einer Deutschen, besuchte ab 1923 die Schauspielschule des Deutschen Theaters Berlin, und Max Reinhardt besetzte sie in seinem Jedermann. In Berlins letzten großen Theaterjahren vor 1933 spielte sie mit Adele Sandrock, Albert Steinrück, Felix Bressart, Theodor Loos, Alexander Moissi, Albert Bassermann und Werner Krauß.
Vor dem Krieg etablierte sie sich am „Deutschen Theater“, danach wurde sie eine bekannte Schauspielerin an den Staatlichen Bühnen Berlins (Schillertheater, Schlossparktheater und Hebbeltheater). Sie spielte von 1924 bis 1967 an den verschiedensten Berliner Bühnen, am Deutschen Theater, an der Komödie am Kurfürstendamm, an der Tribüne in Berlin, am Renaissance-Theater und am Schlossparktheater, sie gab außerdem Gastspiele in Wien und Salzburg. Gelegentlich zeigte sich die Charakterdarstellerin auch im Film, sie gastierte z. B. 1948 in zwei DEFA-Streifen, verkörperte hier u. a. die einfühlsame Gattin des jüdischen Geschäftsmannes Blum im Justizdrama Affaire Blum.
Tilla Durieux charakterisierte sie einst als „begabte Schauspielerin, die aber nicht alle Tassen im Schrank hat“. Dementsprechend sahen ihre Rollen aus, die kapriziöse Schulmeistersfrau in Dylan Thomas’ Unter dem Milchwald, die Mutter in August Strindbergs Traumspiel, sowie diverse intrigante Salondamen und verschrobene Jungfern.

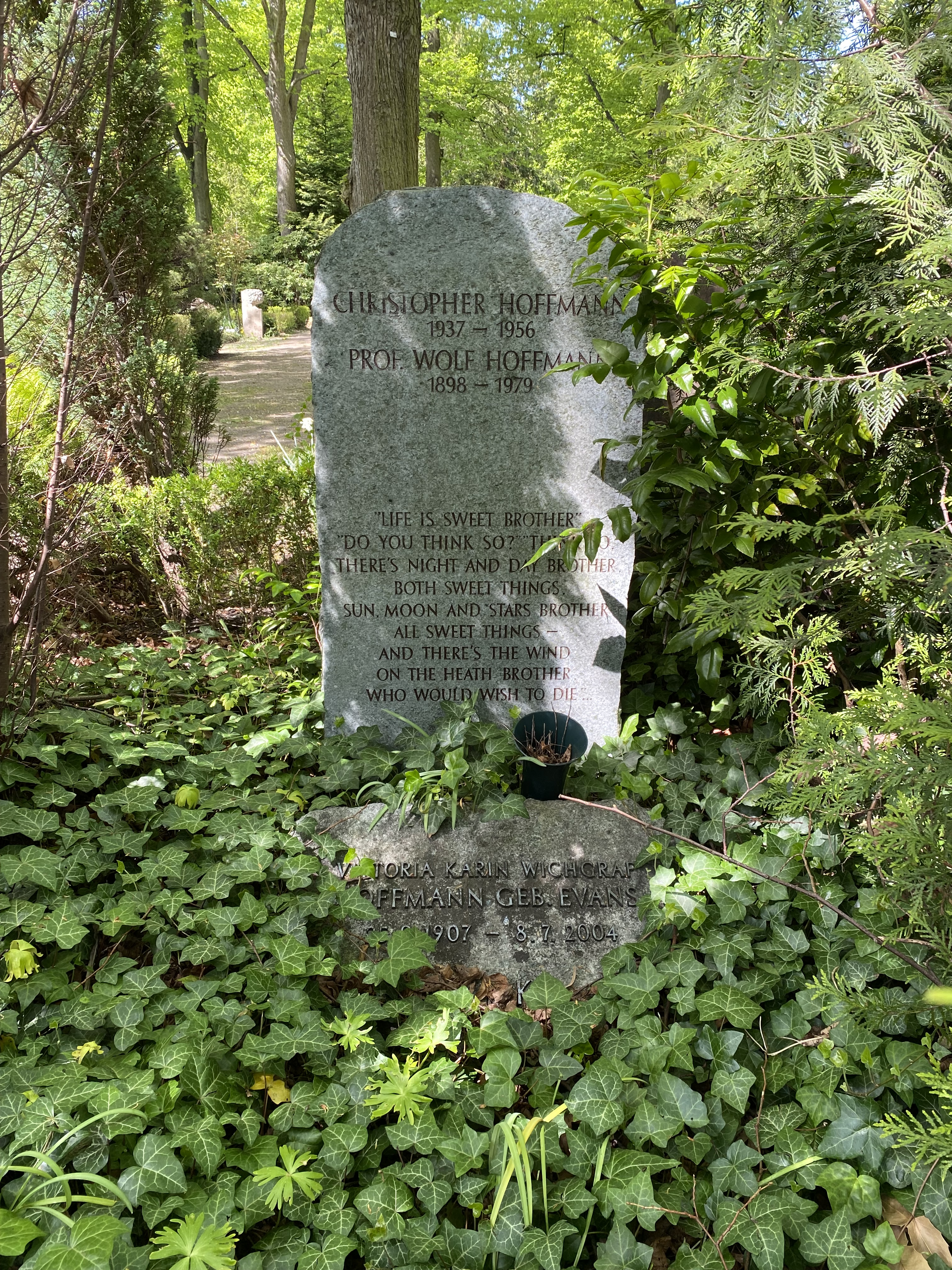
Grabstätte (Kissenstein)

Ihre Kinokarriere begann 1927 im Stummfilm, 1930 kämpfte sie mit Conrad Veidt in Die letzte Kompagnie gegen Napoleon und 1948 in Affaire Blum gegen die antisemitische Justiz der Weimarer Republik.
Karin Evans war seit 1931 mit dem Maler Wolf Hoffmann (1898–1979) verheiratet. Sie zog mit ihm 1946 in der Künstlerkolonie Berlin, wo sie bis zu ihrem Tod lebte, und organisierte Ausstellungen von Bildern ihres Mannes.
Im Alter von 96 Jahren starb Karin Evans 2004 in Berlin. Sie wurde neben ihrem Mann auf dem Friedhof Dahlem beigesetzt (Feld 010-12).

## Filmografie
- 1927: Der Kampf des Donald Westhof
- 1930: Die letzte Kompagnie
- 1930: Boykott (Primanerehre)
- 1931: Das Konzert
- 1934: Der Herr ohne Wohnung
- 1935: Mein Leben für Maria Isabell
- 1935: Pygmalion
- 1940: Aus erster Ehe
- 1941: Ich klage an
- 1941: Komödianten
- 1948: Straßenbekanntschaft
- 1948: Affaire Blum
- 1953: So ein Affentheater
- 1954: Das ideale Brautpaar
- 1955: Liebe ohne Illusion
- 1956: Ohne Dich wird es Nacht
- 1956: Die Stimme der Sehnsucht
- 1959: Herbert Engelmann (TV)
- 1960: Liebling der Götter
- 1963: Achtzig im Schatten (TV)
- 1963: Meine Frau Susanne (Fernsehserie) – Unruhiger Nachmittag
- 1964: Fanny Hill

## Theater
- 1925: Alexander Bisson: Madame Bonivard (Bourgarneufs Tochter) – Regie: Hans Sturm (Komödie Berlin)
- 1926: Noël Coward: Week-End (Jackie Coryton) – Regie: Erich Engel (Deutsches Theater Berlin – Kammerspiele)
- 1926: William Shakespeare: Was ihr wollt – Regie: Erich Pabst (Harzer Bergtheater Thale)
- 1926: Sverre Brandt: Der Weihnachtsstern (Else) – Regie: Erling Hanson (Deutsches Theater Berlin)
- 1926: Oscar Wilde: Bunbury (Cecily Cardew) – Regie: Philipp Manning (Englisches Theater im Renaissance-Theater Berlin)
- 1927: Arnold Ridley: Der Geisterzug – Regie: Erich Pabst (Berliner Theater)
- 1927: Heinrich von Kleist:  Prinz Friedrich von Homburg (Natalie) – Regie: Erich Pabst (Harzer Bergtheater Thale)
- 1927: Carl Sternheim: Die Schule von Uznach (Schülerin) – Regie: Gustav Hartung (Theater in der Königsgrätzer Straße Berlin)
- 1927: George Bernard Shaw: Major Barbara – Regie: ? (Theater am Kurfürstendamm Berlin)
- 1928: John Galsworthy: Flucht – Regie: ? (Theater in der Königsgrätzer Straße Berlin)
- 1928: Robert de Flers, Gaston Arman de Caillavet: Buridans Esel – Regie: ? (Theater in der Josefstadt Wien)
- 1928: George Bernard Shaw: Pygmalion – Regie: Leo Mittler (Deutsches Theater Berlin)
- 1929: Ferenc Molnár: Eins, zwei, drei – Regie: Heinz Hilpert (Deutsches Künstlertheater Berlin)
- 1929: Ben Hecht, Charles MacArthur: Reporter – Regie: Heinz Hilpert (Berliner Theater)
- 1929: Édouard Bourdet: Gefangene – Regie: Max Reinhardt (Deutsches Theater Berlin)
- 1929: Ossip Dymow: Jusik (Enkelin) – Regie: Heinz Hilpert (Deutsches Theater Berlin – Kammerspiele)
- 1930: George Bernard Shaw: Der Teufelsschüler (Pfarrersfrau) – Regie: Heinz Hilpert (Berliner Theater)
- 1930: Max Alsberg, Otto Ernst Hesse: Voruntersuchung – Regie: Hans Hinrich (Renaissance-Theater Berlin)
- 1930: W. Somerset Maugham: Muß die Kuh Milch geben? (Tochter) – Regie: Robert Forster-Larrinaga (Renaissance-Theater Berlin)
- 1932: George Bernard Shaw: Zu wahr, um schön zu sein – Regie: Robert Klein (Theater in der Stresemannstraße Berlin)
- 1933: W. Somerset Maugham: Für geleistete Dienste (Schwester) – Regie: Robert Klein (Komödie Berlin)
- 1935: William Shakespeare: Maß für Maß – Regie: Erich Engel (Deutsche Theater Berlin)
- 1936: George Bernard Shaw: Candida – Regie: Paul Otto (Deutsches Theater Berlin)
- 1937: Jochen Huth: Die vier Gesellen – Regie: Erhard Siedel (Deutsches Theater Berlin)
- 1938: Walter Gilbrecht: Letizia – Regie: Heinz Hilpert (Deutsches Theater Berlin)
- 1946: Carlo Goldoni: Das Kaffeehaus (Placida) – Regie: Bruno Hübner (Komödie am Kurfürstendamm Berlin)
- 1947: Marcel Achard: Die Zeit des Glücks (Tochter) – Regie: Kurt Raeck (Renaissance-Theater Berlin)
- 1947: Jean Cocteau: Diese Eltern (Tante) – Regie: Thomas Engel (Tribüne Berlin)
- 1948: F. Hugh Herbert: Eine reizende Familie (Mutter) – Regie: Hans Stiebner (Theater am Kurfürstendamm Berlin)
- 1949: Christopher Fry: Venus im Licht (Hilda Taylor-Snell) – Regie: Lothar Müthel (Schlosspark Theater Berlin)
- 1950: Marcel Pagnol: Madame Aurelie – Regie: Eva Holsay (Hebbel-Theater Berlin)
- 1950: Noël Coward: Geisterkomödie – Regie: Boleslaw Barlog (Schlosspark Theater Berlin)
- 1952: Frank Wedekind: Lulu – Regie: Oscar Fritz Schuh (Schiller Theater Berlin)
- 1954: Anton Tschechow: Die Möwe – Regie: Oscar Fritz Schuh (Theater am Kurfürstendamm Berlin)
- 1957: Friedrich Dürrenmatt: Der Besuch der alten Dame – Regie: Hans Lietzau (Schiller Theater Berlin)
- 1962: Clemence Dane: Achtzig im Schatten – Regie: Gerd Omar Leutner (Hebbel-Theater Berlin)
- 1963: Gerald Savory: Wir erwarten Besuch – Regie: Korbinian Köberle (Berliner Theater)
- 1966: Maxim Gorki: Barbaren – Regie: Boleslaw Barlog (Schlosspark Theater Berlin)